# Неклюдово (Селивановский район)
Неклюдово — деревня в Селивановском районе Владимирской области России, входит в состав Малышевского сельского поселения.

## География
Деревня расположена в 1 км на север от центра поселения села Малышево и в 26 км на юго-запад от райцентра рабочего посёлка Красная Горбатка.

## История
Деревня впервые упоминается в окладных книгах Рязанской епархии за 1676 год в составе Малышевского прихода, в ней было 9 крестьянских дворов.
В конце XIX — начале XX века деревня входила в состав Драчевской волости Меленковского уезда, с 1926 года — в составе Муромского уезда. В 1859 году в деревне числилось 11 дворов, в 1905 году — 26 дворов, в 1926 году — 42 двора.
С 1929 года деревня являлась центром Неклюдовского сельсовета Селивановского района, с 1940 года — в составе Малышевского сельсовета, с 2005 года — в составе Малышевского сельского поселения.

## Население
| 1859 | 1905 | 1926 | 2002 | 2010 | 2021 |
| ---- | ---- | ---- | ---- | ---- | ---- |
| 59   | ↗143 | ↗226 | ↘46  | ↘40  | ↘27  |